# Ashmore, Illinois
Ashmore är en ort i Coles County i delstaten Illinois, USA.